# Arbeit (Sozialwissenschaften)

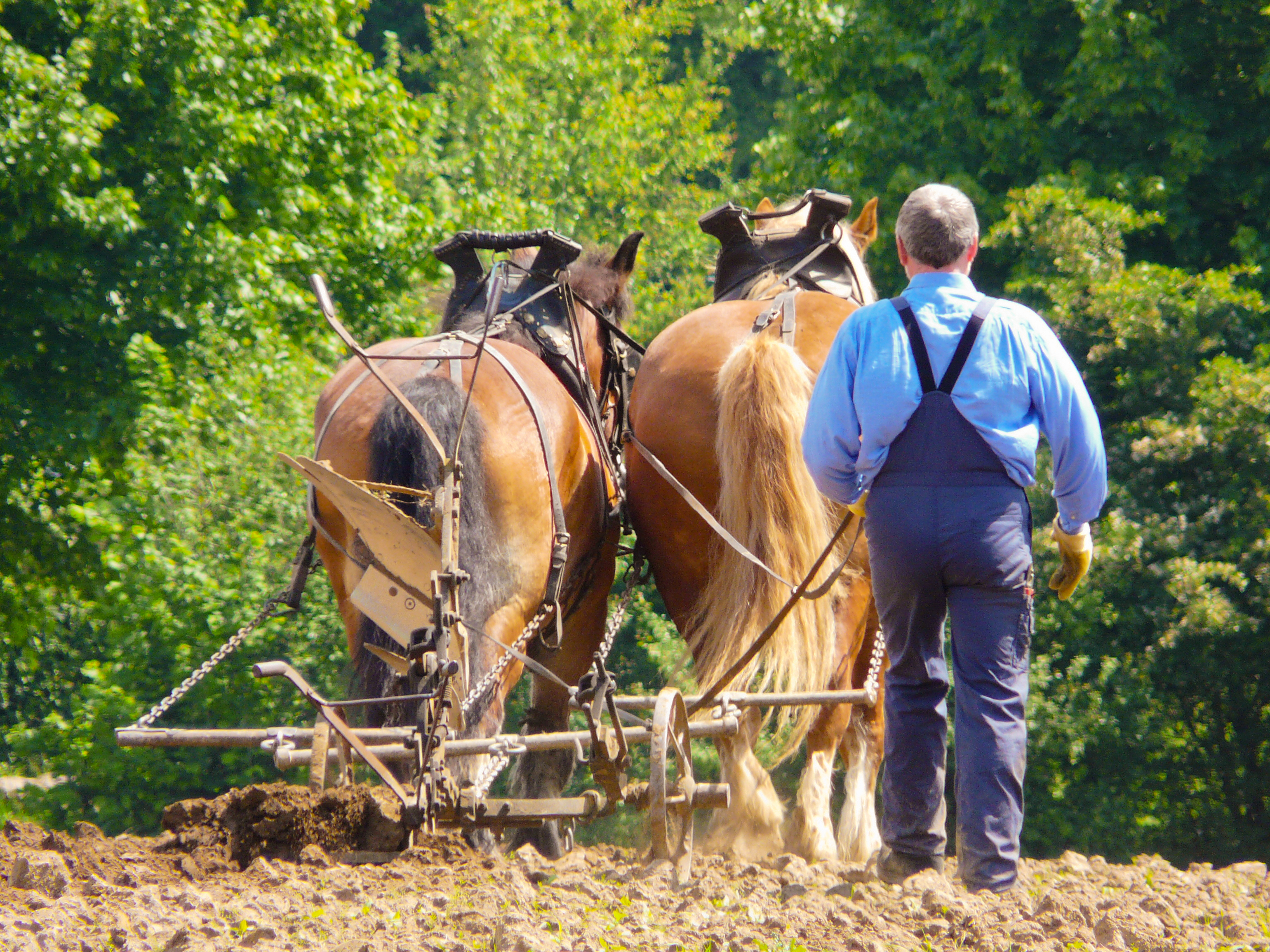
Pflügen, Säen, Mähen, Dreschen: Jahrhundertelang Inbegriff der Arbeit

Arbeit ist eine zielbewusste und sozial durch Institutionen (Bräuche) abgestützte besondere Form der Tätigkeit, mit der Menschen seit ihrer Menschwerdung in ihrer Umwelt zu überleben versuchen.

## Zur Anthropologie der „Arbeit“
Es ist bereits strittig, ob man zielgerichtete körperliche Anstrengung von Tieren (zum Beispiel den instinktiven Nestbau oder das andressierte Ziehen eines Pfluges) als „Arbeit“ bezeichnen kann. Die philosophische Anthropologie geht zumeist davon aus, dass „Arbeit“ erst im Tier-Mensch-Übergangsfeld erscheint (vgl. zum Beispiel Friedrich Engels’ Anteil der Arbeit an der Menschwerdung des Affen, MEW 20). Dabei wird meist angenommen, dass die Resultate menschlicher Arbeit (als „Gegenstände“) wie in einem Spiegel dem Menschen sich selbst zeigen, so dass er angesichts ihrer des Selbstbewusstseins mächtig wird. Das könnten aber auch andere menschliche Tätigkeiten bewirken, so dass „Arbeit“ gerade in ihren ursprünglichen Formen schwer von anderen menschlichen Überlebensstrategien wie Spiel oder Kunst zu trennen ist. Seit der Urgeschichte ist (so Karl Bücher) ein Basiszusammenhang von Arbeit und Rhythmus anzunehmen (vgl. das Arbeitslied).
Im Vergleich zu modernen Erwerbstätigen hatten Jäger und Sammler laut zahlreichen Studien mehr Freizeit. Siehe hierzu: Abschnitt „Alltag und Lebenserwartung“ im Artikel „Jäger und Sammler“.

### Einstellung zur Arbeit: Kulturelle Unterschiede
Die Auffassung, welche Tätigkeiten als Arbeit betrachtet werden und welche Einstellung die Menschen dazu haben, sind kulturell sehr unterschiedlich und unterliegen einem ständigen sozialen Wandel.
In den industrialisierten Kulturen haben Arbeit und Beruf einen hohen Stellenwert, da das marktwirtschaftlich organisierte Wirtschaftssystem und der erwünschte Fortschritt auf leistungswillige Arbeitnehmer angewiesen ist. Das war nicht immer so: Vor der industriellen Revolution lebte ein Großteil der Menschen von autonomer Subsistenzwirtschaft. Dies wandelte sich dann in kurzer Zeit zu einer stark reglementierten und hierarchisch organisierten Arbeitswelt, der von den Arbeitern einen erheblich höheren Zeitaufwand erforderte als die Selbstversorgung. In dieser Zeit entstand die Bewertung der Arbeit als »Leid und Mühsal«. Seitdem haben sich die zeitliche und körperliche Belastung, die Entlohnung sowie die rechtliche Stellung der Arbeitnehmer kontinuierlich verbessert. Andererseits wird heute jedoch viel mehr Flexibilität bezüglich der Fortbildung (bis hin zur Umschulung), der Arbeitsplätze und -zeiten erwartet. Im Westen wird Arbeit heute vielfach als »notwendiges Übel« gesehen, welches allerdings Rang und Ansehen garantiert und unter Umständen ein Weg zur Selbstverwirklichung werden kann. Der fortschreitende Wandel führt dabei zu einer stetig neuen Auseinandersetzung mit dem Stellenwert der Arbeit (siehe dazu Arbeit (Philosophie))
Demgegenüber gibt es Gesellschaften, in denen Menschen, die von unselbstständiger Lohnarbeit leben (ähnlich wie während der Industriellen Revolution im Westen), nur geringes Ansehen genießen und ihre Leistung nur widerwillig erbringen, weil der Lohn gering ist und die Arbeitszeit einen Großteil des Tagesablaufes bestimmt. In Ländern, wo die Bevölkerung noch vorwiegend autonom von traditionellen Subsistenzformen lebt, wird Lohnarbeit nur geschätzt, da ihre Bedingungen dem Einzelnen weitaus weniger Möglichkeiten (bisweilen auch mehr Freizeit) eröffnen als dem eigenständigen Bauern oder Jäger. Dies gilt auch dort, wo die Reziprozität (gegenseitige, unentgeltliche Hilfe innerhalb einer lokalen Gemeinschaft) noch eine größere Rolle spielt als die Geldwirtschaft. Die selbstbestimmte Arbeit wird hier ungleich höher geschätzt: sie wird oftmals begrifflich nicht von der Freizeit unterschieden und gilt nicht als mühevoller Überlebenskampf, sondern als »sinngebende Lebensaufgabe«. Bei einigen naturverbundenen Ethnien ist die traditionelle Arbeit eine religiöse Handlung, die das Bündnis zwischen Menschen, Ahnen und Umwelt aufrechterhält. Da diese tiefe Bedeutung bei der Lohnarbeit fehlt, mangelt es häufig auch an ausreichender Motivation zur Arbeit. Westliche Arbeitgeber empfinden das als Faulheit oder mangelnde Bereitschaft zur Entwicklung bis hin zur Rückständigkeit. Dies gilt besonders für streng egalitäre Gesellschaften, bei denen jegliche Arbeit negativ gesehen wird, weil sie etwa mit Habgier, egoistischem Streben oder Reichtum auf Kosten Anderer gleichgesetzt wird.

## Wortgeschichte
Das Wort Arbeit ist gemeingermanischen Ursprungs (*arbējiðiz, got. arbaiþs); die Etymologie ist unsicher; evtl. verwandt mit indoeurop. *orbh- „verwaist“, „Waise“, „ein zu schwerer körperlicher Tätigkeit verdungenes Kind“ (vgl. Erbe); evtl. auch verwandt mit aslaw. robota („Knechtschaft“, „Sklaverei“, vgl. Roboter).
Im Alt- und Mittelhochdeutschen überwiegt die Wortbedeutung „Mühsal“, „Strapaze“, „Not“; redensartlich noch heute Mühe und Arbeit (vgl. Psalm 90, lateinisch labor et dolor).
Das französische Wort travail hat eine ähnliche, sogar noch extremere Wortgeschichte hinter sich: es steht im Zusammenhang mit einem frühmittelalterlichen Folterinstrument.
Das italienische lavoro und englische labour (amerikanisch labor) gehen auf das lateinische labor zurück, das ebenfalls primär „Mühe“ bedeutet.
Viele Redensarten sind mit ihr verbunden. So wurde harte körperliche Arbeit früher als Kärrnerarbeit bezeichnet, und eine Schweinearbeit bedeutet unangenehm viel Arbeit: „Wer die Arbeit kennt und sich nicht drückt, | der ist verrückt.“

## Geschichtsschreibung
Die Geschichtsschreibung der Arbeit begann erst im 20. Jahrhundert (zuerst in Frankreich, England und den USA) zu entstehen. Eine frühe Ausnahme innerhalb der deutschen Historiker war Karl Lamprecht (1856–1915). In der DDR war die historische Arbeitsforschung eines der zentralen Forschungsbereiche. Ein neueres Buch stammt von Arne Eggebrecht und anderen.

## Theoriegeschichte

### Antike
Aristokratische Autoren wie Xenophon, Platon, Aristoteles und Cicero würdigten den Großteil der täglichen Arbeit (Handwerker, Bauern, Kaufleute) herab. Sie galt ihnen (insbesondere körperliche Arbeit) als Zeichen der Unfreiheit. Sklaven (dúloi) und Handwerker (bánausoi) waren „der Notwendigkeit untertan“ und konnten nur durch diese als „unfrei“ verstandene Arbeit ihre Lebensbedürfnisse befriedigen. Geistige Arbeit blieb der scholé (gespr. s|cholé) vorbehalten, was etwa „schöpferische Muße“ beschrieb, wovon das deutsche Wort Schule herrührt.

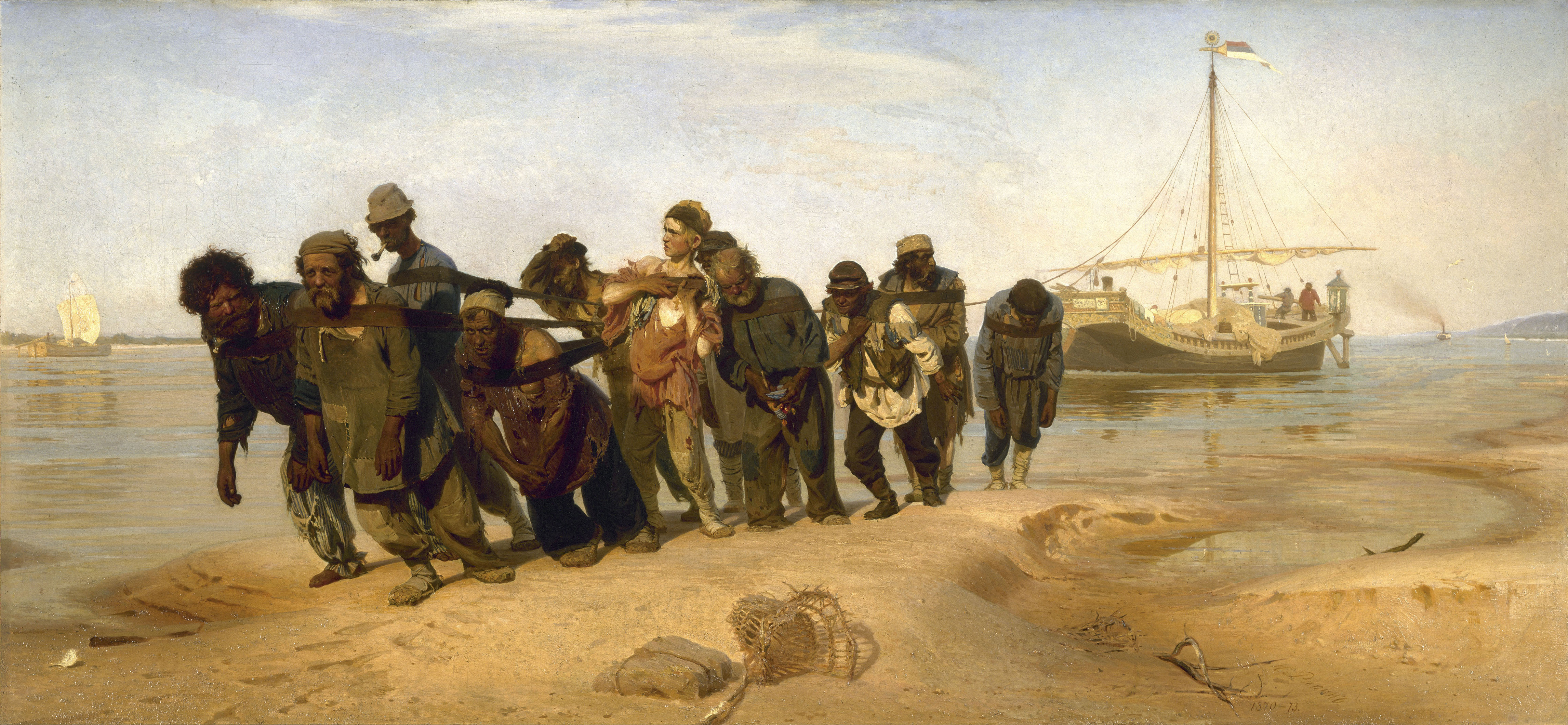
Schwerarbeit:
„Treidler an der Wolga“
(Бурлаки на Волге)
Ilja Repin 1870–1873

### Mittelalter
In Europa blieben – vor allem in der Landwirtschaft – Formen unfreier Arbeit von Männern und Frauen, auch Kindern und Alten, lange erhalten (Fron, Lasswirtschaft), am längsten im Russischen Reich; im Deutschen Reich wurden deren letztes Überbleibsel (die Schollengebundenheit in den beiden Mecklenburgs) erst durch die Novemberrevolution 1918 beseitigt. Noch heute existieren in großen Teilen der Welt unterschiedliche Erscheinungsformen unfreier Arbeit, von der Arbeitspflicht bis hin zur Arbeitsversklavung und Zwangsarbeit.

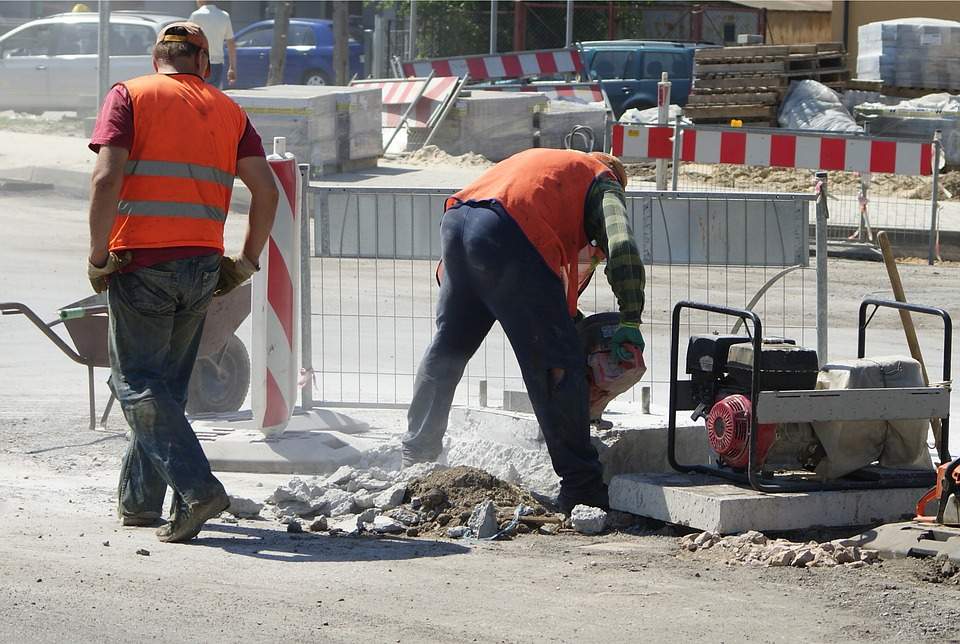
Arbeiter bei der Straßenreparatur

Eine positive Bewertung von Arbeit als „produktiver Betätigung zur Befriedigung eigener oder fremder Bedürfnisse“ war im Rittertum und in der Mystik angelegt. Durch Reformation und Aufklärung rückte sie in den Vordergrund: Eine neue Sicht der Arbeit als sittlicher Wert und Beruf (als Berufung verstanden) des Menschen in der Welt wurde von Martin Luther mit seiner Lehre vom allgemeinen Priestertum ausgeprägt. Schärfer noch wurde im Calvinismus die Nicht-Arbeit überhaupt verworfen (siehe auch: Protestantische Ethik).

### Neuzeit
In der Frühphase der Aufklärung wurde Arbeit zum Naturrecht des Menschen erklärt (Jean-Jacques Rousseau). Damit wurde das feudalistische Prinzip der Legitimation kritisiert. Eigentum entsteht einzig durch Arbeit, niemand hat ein von Gott gegebenes Anrecht auf Eigentum. Güter, die nicht durch menschliche Arbeit entstanden sind, sind Gemeinbesitz.
Adam Smith unterscheidet produktive und unproduktive Arbeit. Produktive Arbeit nennt er die Arbeit, deren Resultat ein verkäufliches Produkt ist. Dazu wird nicht nur der eigentliche Wertschöpfungsprozess (beim Schmied: der Vorgang des Schmiedens selbst) gerechnet, sondern auch alle Arbeiten, die indirekt zur Vervollkommnung des Gutes beitragen (beim Schmied: das Erhalten der Glut, das Pflegen von Hammer und Amboss). Unproduktiv ist hingegen die Arbeit, die nicht in einem verkäuflichen Produkt resultiert (zum Beispiel die mütterliche Hausarbeit). Andere Arbeiten sind von diesem Standpunkt aus nicht unnütz, da sie notwendig sind, um produktive Arbeit leisten zu können, und werden heute zum Beispiel als reproduktiv bezeichnet (beispielsweise Beamte, Verwalter, Soldaten).
Der Frühsozialist Charles Fourier proklamierte 1808 ein Recht auf Arbeit.
In der deutschen Philosophie (Immanuel Kant, Johann Gottfried Herder, Georg Wilhelm Friedrich Hegel, Johann Gottlieb Fichte) wird die Arbeit zur Existenzbedingung und sittlichen Pflicht erklärt. Kant räumte in seiner Anthropologie in pragmatischer Hinsicht (1798, §87) jedoch ein, dass Faulheit eine Schutzfunktion habe: „Denn die Natur hat auch den Abscheu für anhaltende Arbeit manchem Subjekt weislich in seinen für ihn sowohl als andere heilsamen Instinkt gelegt: weil dieses etwa keinen langen oder oft wiederholenden Kräfteaufwand ohne Erschöpfung vertrug, sondern gewisser Pausen der Erholung bedurfte.“
Nach Karl Marx’ Werttheorie ist die „menschliche Arbeitskraft“ als alleinige Kraft fähig, das Kapital (als eine Ansammlung geronnener Arbeit) zu vergrößern (Mehrwert zu akkumulieren). Sie tut dies im Kapitalismus unausweichlich.
Praktisch spiegelt dies wider, dass in der Phase der Industrialisierung freie Arbeit augenfällig zur Ware wurde und vorwiegend die düsteren Züge der damaligen Lohnarbeit annahm. So zum Beispiel in Gestalt der Kinderarbeit, des Arbeiterelends (der „Verelendung“), der Arbeitsunfälle und -krankheiten, der drückenden Akkordarbeit – alles dies sind Merkmale der allgemein so empfundenen „Sozialen Frage“
Deren Folgen wurden schon seit Hegel als „Entfremdung“ charakterisiert: Der Arbeiter hat zu seinem eigenen Arbeitsprodukt, aber auch zu dem Unternehmen, für das er arbeitet, nur noch das bare Lohnverhältnis und kann dem gemäß nicht mehr stolz auf sie sein – in diesem 'Spiegel' erkennt er sich selbst jedenfalls nicht mehr wieder.
Für Ernst Jünger war Arbeit nicht Tätigkeit schlechthin, sondern der Ausdruck eines „besonderen Seins, das seinen Raum, seine Zeit, seine Gesetzmäßigkeit zu erfüllen sucht“ (Der Arbeiter). Daher kenne Arbeit auch keinen Gegensatz außer sich selbst. Das Gegenteil von Arbeit sei nicht Ruhe oder Muße, da es keinen Zustand gebe, der nicht als Arbeit begriffen werden könne.
Neben der „produktiven“ Eigenschaft der Arbeit wird neuerdings (Lars Clausen) ihre „destruktive“ Seite hervorgehoben: am auffälligsten als (harte, lebensgefährliche) Arbeit der Soldaten, aber auch bei selbst-, mitmenschen- oder umweltzerstörerischer Arbeit ist Destruktives seit je Wesensbestandteil aller Arbeit (Anders die „vernichtende Tätigkeit“, die alltags als Vandalismus auftreten kann und einen organisatorischen Höhepunkt im Konzentrationslager hatte).

## Arbeit und Fortschritt der Technik
Der Soziologe Rudi Dutschke und der Politologe Bernd Rabehl meinten 1967 in einem Gespräch mit Hans Magnus Enzensberger, der technische Fortschritt könne die Erwerbsarbeit in Zukunft erheblich reduzieren: „Dabei muß man bedenken, dass wir fähig sein werden, den Arbeitstag auf fünf Stunden zu reduzieren durch moderne Produktionsanlagen, dadurch dass die überflüssige Bürokratie wegfällt. Der Betrieb wird zum Zentrum der politischen Selbstbestimmung, der Selbstbestimmung über das eigene Leben. Man wird also im Betrieb täglich debattieren, es wird langsam ein Kollektiv entstehen, ein Kollektiv ohne Anonymität, begrenzt auf zwei- bis dreitausend Leute, die also immer noch eine direkte Beziehung zueinander haben.“
In der Zeit der 1950er und 1960er Jahre gab der technische Fortschritt sogar in der calvinistisch geprägten nordamerikanischen Gesellschaft tatsächlich wieder dem Gedanken Raum, dass Fortschritt zu mehr Freizeit führen könne. Zeugnisse für die Hoffnungen gaben die Schöpfungen einer bunten Pop-Kultur mit ihren Science-Fiction-Träumen wie beispielsweise der Zeichentrickserie „Die Jetsons“, in der technikgestütztes Faulenzen ohne moralische Bedenken als Ideal dargestellt werden konnte.
Angesichts global unterschiedlicher Entwicklungen zeigte sich jedoch, dass ein Ausruhen auf erreichtem Wohlstand in einer Region als Gelegenheit zum wirtschaftlichen Aufholen in anderen Regionen verstanden wurde. In jenem Zeitraum wurde besonders in Japan technischer Fortschritt in erster Linie als Weg begriffen, große wirtschaftliche Fortschritte zu erzielen. Bis heute begrenzt somit ein Wettbewerb, in dem der verliert, der zuerst bremst, die Möglichkeit, aus technischem und technologischem Fortschritt mehr selbstbestimmte freie Zeit zu gewinnen.
Zudem prägte Robert Solow in der Wirtschaft bereits 1956 mit seinem Wachstumsmodell die Auffassung, dass technologische Innovation in erster Linie als ein Multiplikator des Faktors Arbeit aufträte, womit er in der Dogmengeschichte der Wirtschaft einen Ankerpunkt schuf, der bis heute den Raum des Denkbaren gegenüber möglichen Alternativen wirkungsvoll abgrenzt. So schafft in der heutigen Arbeitswelt technischer Fortschritt dort, wo er Freiräume erweitert, vorwiegend und sogar mit zunehmender Geschwindigkeit immer neue Arbeit. Dort, wo Technik schon vor Beginn des Industriezeitalters die Menschen von Arbeit befreite, wurden sie oft nicht freier, sondern arbeitslose Geächtete.
In Deutschland nahm zwischen 1960 und 2010 das Arbeitsvolumen pro Kopf kontinuierlich um 30 Prozent ab.

## Arbeit heute
Nach wie vor wird Erwerbsarbeit nicht mit Arbeit überhaupt gleichgesetzt. Wo Arbeit auch heute noch nicht Ware ist, sind zwei wesentliche Aspekte hervorzuheben:
- Die nach wie vor in sehr vielen Gesellschaften dominante Subsistenzarbeit ist weiterhin die Arbeit, die der Mensch verrichtet, um seinen Lebensunterhalt zu produzieren und so sein Überleben zu sichern (englische Entsprechung: Labour),
- als Selbstproduktion gibt schöpferische Arbeit – auffällig in den Künsten – in allen Gesellschaften Menschen die Möglichkeit, sich selbst zu entfalten (sich in ihr wiederzuerkennen) (englische Entsprechung: work).

In den wohlhabenden Staaten der Welt (zu denen auch Deutschland zählt), wird die Erwerbsarbeit knapp. Es findet eine zunehmende Flexibilisierung, Virtualisierung, Automatisierung und Subjektivierung der Arbeit statt, prekäre Arbeitsverhältnisse nehmen zu. Inhaltlich verschiebt sich die Arbeit immer mehr in den tertiären Sektor (Dienstleistungen) und in Niedriglohnländer (Offshoring), zumal da die Jugend- und Langzeit-Arbeitslosigkeit die Arbeit trotz ihres zentral wichtigen Charakters als Überlebenstätigkeit aus dem Feld der Erfahrung Vieler rücken.
In ärmeren Ländern herrschen zugleich – zum Teil – Verhältnisse, die mit denen in der Industrialisierungsphase Europas vergleichbar sind: Kinderarbeit, Billiglohnarbeit und fehlende soziale Absicherung sind dort häufig anzutreffende Bestandteile der Arbeitswelt.

## Systematik der Arbeitsverhältnisse
Dort, wo Arbeit für andere verrichtet wird, ist nach wie vor der Unterschied bedeutsam
- zwischen den (sehr vielfältigen) Formen so genannter 'unentgeltlicher' Arbeit, d. h. durch viele – in etwa fünf Millionen Jahren aufgetretene – Formen geldlosen sozialen Tauschs, der soziale Akteure miteinander verknüpft
- und der historisch erst seit gut drei Jahrtausenden aufgetretenen durch Waren oder Geld entgoltenen (entgeltlichen) Erwerbsarbeit.

Ein Wandel einer Tätigkeit von der unentgeltlichen zur entgeltlichen Form wird auch als Kommerzialisierung bezeichnet.

### Unentgeltliche Arbeit
Die unentgeltliche Arbeit umfasst also historisch sehr viele Formen, die auch heute vorkommen, aber nicht immer als Arbeit betrachtet werden.
Beispiele sind:
- Tätigkeiten zum Erhalt der Lebensgrundlage und der Fürsorge (Subsistenzwirtschaft, Haus- und Familienarbeit, Care-Arbeit);
- der Selbstentfaltung dienende Tätigkeit (heute z. B. Anfertigung von Modellbauten oder Mitarbeit an der Wikipedia als Hobby);
- freiwillige (helfende, schenkende) Arbeit, Gefälligkeitsarbeit (Ehrenamt; siehe auch Bürgerarbeit, New Work);
- unfreiwillige Arbeit (Sklaverei, Zwangsarbeit; andere Formen sozial erzwungener, fremdbestimmter Tätigkeiten; Beispiel: Zurückschneiden einer Hecke im Interesse der Verkehrssicherheit).
- freiwillige allgemein nützliche Ersatzarbeit anstelle von Erwerbsarbeit

### Erwerbsarbeit
Unter Erwerbsarbeit versteht man eine Arbeitsleistung gegen Entgelt (Arbeitslohn) im Gegensatz zu unentgeltlicher Arbeit (wie Subsistenzarbeit, Sklavenarbeit, Hausarbeit oder ehrenamtlicher Arbeit).
Erwerbsarbeit wird in einem Beschäftigungsverhältnis (Lohnarbeit) oder in selbständiger und neuerdings auch in scheinselbständiger Form geleistet.
Beispiele sind:
- Zu selbständiger bezahlter Arbeit siehe Selbständigkeit, Unternehmer, Kaufmann, Handwerk, freier Beruf, freie Mitarbeit, Werkvertrag. Siehe auch Ich-AG.
- Bei abhängiger Beschäftigung als Arbeitnehmer ist zwischen privatrechtlichen und öffentlich-rechtlichen Beschäftigungsverhältnissen zu unterscheiden.
  - Wer in der Privatwirtschaft abhängig beschäftigt ist, ist Arbeiter oder Angestellter. Zu privatwirtschaftlichen Beschäftigungsverhältnissen siehe auch Arbeitsrecht, Arbeitsvertrag, Arbeitsmarkt, Arbeitslosigkeit. Zu irregulären privatwirtschaftlichen Beschäftigungsverhältnissen siehe Minijob, Niedriglohn-Job und atypisch Beschäftigte.
  - Der deutsche Staat beschäftigt in seinem öffentlichen Dienst sowohl Arbeiter und Angestellte (privatrechtliches Arbeitsverhältnis mit Arbeitsvertrag) als auch Beamte, Richter, Professoren und Soldaten (öffentlich-rechtliches Dienstverhältnis mit Ernennungsurkunde).

Das deutsche Privatrecht unterscheidet hier analog zwischen Werkvertrag (der Erfolg wird geschuldet) und Dienstvertrag (der Dienst wird geschuldet).

### Mischformen
Zu den Mischformen (auch als Atypische Arbeit bzw. Atypische Beschäftigung bezeichnet) gehören zahlreiche freiwillige oder gesetzlich vorgesehene Arbeiten, die gering entgolten werden. Teils sind die Arbeitenden zur Verrichtung der betreffenden Tätigkeiten rechtlich verpflichtet, teils fühlen sie sich ethisch hierzu verpflichtet. Zu den Mischformen gehören auch solche ehrenamtlichen Tätigkeiten, für die eine Aufwandsentschädigung gezahlt wird, die über den tatsächlichen Aufwand hinausgeht.

## Kritik der Arbeit
Was die zentrale Stellung der Arbeit in kollektiven Wertsystemen angeht, sagen Kritiker der Arbeit, unterscheiden sich Staatsformen und Herrschaftsmodelle erstaunlich wenig.
Als Kritiker der Arbeit war Paul Lafargue, Autor des Pamphlets Le droit à la paresse (‚Das Recht auf Faulheit‘; 1883), in der alten Arbeiterbewegung ein Außenseiter. Lafargue verstand sich als revolutionärer Sozialist und dementsprechend schätzte er die kapitalistische Arbeitsethik ein. „Die kapitalistische Moral, eine jämmerliche Kopie der christlichen Moral, belegt das Fleisch des Arbeiters mit einem Bannfluch: Ihr Ideal besteht darin, die Bedürfnisse des Produzenten auf das geringste Minimum zu reduzieren, seine Genüsse und Leidenschaften zu ersticken und ihn zur Rolle einer Maschine zu verurteilen, aus der man ohne Rast und ohne Dank Arbeit nach Belieben herausschindet.“ Lafargues Manifest erschien 1887 auf Deutsch. Lafargue zitierte Lessing:

„Laß uns faul in allen Sachen,
Nur nicht faul zu Lieb’ und Wein’
Nur nicht faul zur Faulheit sein.“

Die radikalen Kritiker der Arbeit lehnen den Arbeitszwang ab – für Reiche wie für Arme. Damit unterscheiden sie sich von Sozialisten, die sich über den Müßiggang der Reichen empören und fordern, dass alle arbeiten müssen. Hintergrund der Ablehnung des Arbeitszwangs ist die reale Möglichkeit der Aufhebung der Arbeit. Schon Lafargue meinte, dass 3 Stunden Arbeit ausreichen müssten. Aufhebung der Arbeit bedeutet jedoch nicht nur Verringerung der Arbeitszeit durch Automation und Abschaffung der Produktion von Gütern, die nur um des Profits willen hergestellt werden.
Unter kapitalistischen Bedingungen sind Arbeitslose wie abhängig Beschäftigte und auch diejenigen, die auf das sogenannte Berufsleben vorbereitet werden, gleichermaßen dem System der Lohnarbeit unterworfen. Auch wer freie Zeit hat, kann diese nicht frei nutzen, sei es weil andere, mit denen man etwas zusammen tun möchte, arbeiten müssen, sei es weil die gesamte Umwelt von kommerziellen Zwängen geprägt ist. Aufhebung der Arbeit bedeutet, dass auch weiterhin notwendige Tätigkeiten wie zum Beispiel die Pflege gebrechlicher Menschen, einen anderen Charakter annehmen, wenn sie in einem anderen nicht-hierarchischen Kontext ausgeübt werden. Dass die Menschen ohne den Zwang zu Arbeit einfach nichts tun und verhungern würden, ist nach Ansicht der Kritiker der Arbeit nicht zu erwarten, da sie ja bereits unter kapitalistischen Bedingungen freiwillig konstruktiv zusammenarbeiten.
Die Tradition der Ablehnung der Arbeit wurde nach dem Zweiten Weltkrieg von einer Gruppe junger Menschen in Paris wiederbelebt. Unter ihnen war Guy Debord. Der Slogan „Ne travaillez jamais“ (‚Arbeitet niemals‘) kehrte dann im Pariser Mai 1968 wieder. Die Ablehnung der Arbeit spielte auch in Italien in den Kämpfen der 1960er und 1970er Jahre eine zentrale Rolle.
Der Postanarchist Bob Black rief 1985 die Proletarier dieser Welt auf, sich zu entspannen, da niemand jemals arbeiten solle. Bob Black versteht sich als Antimarxist und postleftistischer (Individual-)Anarchist. Er ruft dazu auf, alle Arbeitsplätze so umzugestalten, dass sie wie ein Spiel sind. Er findet es merkwürdig, dass die einen sich auf dem Feld abrackern, während andere in ihrer Freizeit, welche nur das ebenfalls fremdbestimmte und durchorganisierte Gegenstück zur Arbeit sei, bei der Gärtnerei entspannen. Zentral in seiner Kritik ist neben diesem Punkt(en) auch der Charakter der Fremdbestimmtheit der Arbeit, ob nun im Staatssozialismus oder im Kapitalismus. Im Anschluss an Michel Foucault kritisiert er Disziplinierung und die Disziplinargesellschaft und betont die zentrale Rolle der Arbeit bei der Disziplinierung: Gefängnisse und Fabriken seien zur selben Zeit entstanden, die Schulen seien dafür da, Leistungsgedanken und -bereitschaft und Gehorsam einzuüben und es gebe „mehr Freiheit in jeder einigermaßen entstalinisierten Diktatur als an einem gewöhnlichen amerikanischen Arbeitsplatz“. Eine ähnliche Kritik hatte allerdings auch schon Gustav Landauer vorgetragen. Auch er wollte den Arbeitstag ähnlich neu gestalten.
Von einer deutschen Tradition der Arbeitskritik kann man dennoch kaum reden. Seit den 1990er Jahren bemüht sich allerdings die wertkritische Gruppe Krisis um eine Erneuerung der Kritik der Arbeit. Sie veröffentlichte ein Manifest gegen die Arbeit. Die Krisis versteht sich als postmarxistisch, bzw. grenzt sie sich ab vom traditionellen Marxismus.
Aktuell in der Kritik der Arbeit ist die Kritik der Identifikation mit der Arbeit als zentralem Element männlicher Identität.

## Reportagen, Feldforschung und Darstellung der Arbeit in der Literatur
Im Bereich der Feldforschung wurde eine Studie der Österreichischen Wirtschaftspsychologischen Forschungsstelle berühmt. Sie hieß Die Arbeitslosen von Marienthal (1933) und beschäftigt sich mit den Folgen plötzlich eintretender Arbeitslosigkeit für eine Dorfgemeinschaft.
Darstellungen und Schilderungen der täglichen Arbeit am unteren Rand der Gesellschaft finden sich innerhalb der Belletristik etwa bei den österreichischen Autoren Franz Innerhofer und Gernot Wolfgruber, dem Deutschen Hans Dieter Baroth und bei George Orwell (Erledigt in Paris und London).

### Bücher und andere Publikationen

#### Allgemeines
- Sven Rahner: Architekten der Arbeit: Positionen, Entwürfe, Kontroversen. edition Körber-Stiftung, Hamburg 2014, ISBN 978-3-89684-156-8.
- Andrea Komlosy: Arbeit. Eine globalhistorische Perspektive. 13. bis 21. Jahrhundert. Promedia, Wien 2014, ISBN 978-3-85371-369-3.
- Bob Black: Die Abschaffung der Arbeit. Löhrbach 2003, ISBN 3-922708-04-8
- Axel Braig & Ulrich Renz: Die Kunst weniger zu arbeiten. Fischer, Frankfurt 2003.
- Harry Braverman: Die Arbeit im modernen Produktionsprozeß. Campus Verlag, Frankfurt am Main u. a. 1977, ISBN 3-593-32225-0.
- Karl Bücher: Arbeit und Rhythmus. Hirzel, Leipzig 1904.
- Robert Castel: Les métamorphoses de la question sociale, une chronique du salariat. 1995.
  - deutsch: Die Metamorphosen der sozialen Frage: eine Chronik der Lohnarbeit. Univ.-Verlag Konstanz, Konstanz 2000.
- Lars Clausen: Produktive Arbeit, destruktive Arbeit. Walter de Gruyter, Berlin/New York 1988, ISBN 3-11-011814-9.
- Angelika Ebbinghaus: Arbeiter und Arbeitswissenschaft. Zur Entstehung der „Wissenschaftlichen Betriebsführung“. Westdeutscher Verlag, Opladen 1984, ISBN 3-531-11667-3.
- Peter Fleissner: Technologie und Arbeitswelt in Österreich. ÖGB-Verlag, 1987, ISBN 3-7035-0326-2.
- Reimer Gronemeyer (Hrsg.): Der faule Neger. Vom weißen Kreuzzug gegen den schwarzen Müßiggang. Rowohlt, Reinbek bei Hamburg 1991, ISBN 3-499-13071-8.
- Reinhard P. Gruber: Nie wieder Arbeit. Schivkovs Botschaften vom anderen Leben. ISBN 3-7017-0606-9.
- Simon Head: The New Ruthless Economy. Work and Power in the Digital Age. Oxford UP, 2005, ISBN 0-19-517983-8.
- IG Metall: Handbuch »Gute Arbeit«. 2007, ISBN 978-3-89965-255-0.
- Wulf D. Hund: Stichwort Arbeit: Vom Banausentum zum travail attractif. Distel Verlag, Heilbronn 1990, ISBN 3-923208-21-9.
- Ernst Jünger: Der Arbeiter. Herrschaft und Gestalt. 1932.
- Paul Lafargue: Das Recht auf Faulheit. Widerlegung des Rechts auf Arbeit von 1848. 5. Auflage. Trotzdem Verlag, Grafenau 2004, ISBN 3-931786-03-X.
- Alexandra Manske und Wolfgang Menz: Theorien der Arbeit zur Einführung, Junius, Hamburg 2024, ISBN 978-3-96060-330-6.
- Severin Müller: Phänomenologie und philosophische Theorie der Arbeit. Band I: Lebenswelt – Natur – Sinnlichkeit. Karl Alber, Freiburg/München 1992, ISBN 3-495-47731-4; Band II: Rationalität – Welt – Vernunft. Karl Alber, Freiburg/München 1994, ISBN 3-495-47732-2.
- David F. Noble: Maschinenstürmer oder die komplizierten Beziehungen der Menschen zu ihren Maschinen. Wechselwirkung-Verlag, Berlin 1986, ISBN 3-924709-00-9.
- Erich Ribolits: Die Arbeit hoch? Berufspädagogische Streitschrift wider die Totalverzweckung des Menschen im Post-Fordismus. Profil, München/Wien 1995, ISBN 3-89019-362-5.
- Holger Schatz: Arbeit als Herrschaft. Die Krise des Leistungsprinzips und seine neoliberale Rekonstruktion. 2004, ISBN 3-89771-429-9.
- Helmuth Schneider u. a.: Geschichte der Arbeit. Vom Alten Ägypten bis zur Gegenwart. Kiepenheuer & Witsch, Köln 1980, ISBN 3-462-01382-3.
- Eberhard Straub: Vom Nichtstun. Leben in einer Welt ohne Arbeit. wjs-Verlag, Berlin 2004, ISBN 3-937989-02-1.
- Wieland Jäger und Kurt Röttgers (Hrsg.): Sinn von Arbeit. Soziologische und wirtschaftsphilosophische Betrachtungen, VS Verlag, Wiesbaden 2008.
- Susanne Hartard, Axel Schaffer, Carsten Stahmer (Hrsg.): Die Halbtagsgesellschaft. Konkrete Utopie für eine zukunftsfähige Gesellschaft. Nomos Verlag, Baden-Baden 2006, ISBN 3-8329-2245-8.
- Manfred Füllsack: Arbeit. (UTB Reihe NR3235). 2009, ISBN 978-3-8252-3235-1.
- S. Kinkel, M. Friedewald, B. Hüsing u. a.: Arbeiten in der Zukunft: Strukturen und Trends der Industriearbeit. (Studien des Büros für Technikfolgen-Abschätzung beim Deutschen Bundestag, 27). Edition Sigma, Berlin 2008.
- Heinz-J. Bontrup: Arbeit und Kapital. Wirtschaftspolitische Bestandsaufnahme und Alternativen. In: Johannes Rehm, Hans G. Ulrich (Hrsg.): Menschenrecht auf Arbeit? Sozialethische Perspektiven. Stuttgart 2009, ISBN 978-3-17-020823-0.

#### Antike
- Bienert, Walther, Die Arbeit nach der Lehre der Bibel. Eine Grundlegung evangelischer Sozialethik, Stuttgart 21956 (1954).
- Hengel, Martin, Die Arbeit im frühen Christentum, in: Hengel, Martin (Hg.), Studien zum Urchristentum. Kleine Schriften VI. Herausgegeben von Claus-Jürgen Thornton (WUNT II/234), Tübingen 2008, 424–466.
- Sigismund, Marcus, Harte Arbeit? Arbeitsformen und Arbeitsbedingungen im römischen Imperium, in: Söding, Thomas/Wick, Peter (Hg.), Würde und Last der Arbeit. Beiträge zur neutestamentlichen Sozialethik (BWANT 209), Stuttgart 2016, 105–120.
- Tacoma, Laurens E., The Labor Market, in: Holleran, Claire/Claridge, Amanda (Hg.), A Companion to the City of Rome (Blackwell Companions to the Ancient World), Malden, MA 2018, 427–442.

### Zeitschriften und Jahrbücher
- Archiv für die Geschichte des Widerstandes und der Arbeit.
- Labor History. Routledge.

## Dokumentarfilme
- 1933 Borinage, Regie: Joris Ivens und Henri Storck – Kämpferischer Film über das Elend der Bergarbeiter in Belgien Vgl. auch Les Enfants du Borinage – Lettre à Henri Storck, Regie: Patric Jean, 2000

- 1968 La Reprise du travail aux usines Wonder, realisiert von Studierenden der IDHEC, Frankreich 1968 – Regie: Jacques Willemont und Pierre Bonneau, Kurzfilm über die Wiederaufnahme der Arbeit in den Wonder-Fabriken nach dem Mai 68.
- 1973 Humain, trop humain, Regie: Louis Malle, Frankreich – Arbeit in der Automobilindustrie
- 1973 Es kommt drauf an, sie zu verändern, Regie: Claudia von Alemann – Film über die doppelte Ausbeutung von Fabrikarbeiterinnen
- 1974 Avec le sang des autres, Film zur Arbeit in der Automobilindustrie, Regie: Bruno Muel, Frankreich
- 1978 Lebensgeschichte des Bergarbeiters Alphons S., Ein Film von Alphons Stiller, Gabriele Voss und Christoph Hübner, BRD
- 1981 Sois belle et tais-toi – Be pretty and shut up!, Regie: Delphine Seyrig, Frankreich -Schauspielerinnen erzählen über ihre Erfahrungen mit dem Sexismus in der Filmindustrie
- 1985 Die Kümmeltürkin geht, Regie: Jeanine Meerapfel, BRD
- 1993 Die Wismut, Regie: Volker Koepp, Deutschland, Film über die Wismut AG, über den Uranbergbau in der SBZ und der DDR, über das Leben, Arbeiten und Sterben der Arbeiter
- 2003 Attention danger travail, Regie: Pierre Carles, Frankreich
- 2009 Ende der Vertretung. Emmely und der Streik im Einzelhandel, Regie: kanalB
- 2010 The Forgotten Space, Regie: Allan Sekula, Noël Burch – Ein Film über die Arbeit auf See – die Meere, den Container, den Transport an Land auf eigens gebauten Bahnen in den Niederlanden, denen Dörfer weichen müssen, über philippinische Seeleute und domestic workers, über die konkrete Realität der Globalisierung
- 2011 Besprechung, Regie: Stefan Landorf, Deutschland
- 2011 Work Hard – Play Hard, Regie: Carmen Losmann, Deutschland
- 2012 Leviathan (2012), Regie: Lucien Castaing-Taylor, Véréna Paravel USA/F/GB 2012[16]
- 2015 Behemoth, Regie: Zhao Liang, VR China – Film über Arbeit im Bergbau in China[17]

### Museen
- Museum der Arbeit in Hamburg
- Museum Arbeitswelt in Steyr